# 韦雷站
韦雷站是法国的一个铁路乘降所，位于法国科多尔省境内的韦雷苏萨尔迈斯。

## 位置
韦雷站位于韦雷苏萨尔迈斯的中部，巴黎－马赛铁路278.401公里处，距离第戎大约36公里。车站大致呈西北-东南走向，开口朝东北。

## 设施
韦雷站现为一个铁路乘降所，设有自动售票机。原有的站房已另作他用。

## 停靠线路
以下列车线路在韦雷站停靠：
| File:Sncf-logo.svg 韦雷站列车线路表 |      |        |          |              |
| 线路                                | 车种 | 上一站 | 下一站   | 大致运行频率 |
| 莱洛姆-阿莱西亚—第戎/蒂耶河畔伊斯   | TER  | 特尼塞 | 下布莱西 | 每天8趟左右  |
| 欧塞尔—第戎                         | TER  | 特尼塞 | 下布莱西 | 每天1趟      |
| 1. 2.                               |      |        |          |              |

## 配套交通

### 长途客车
韦雷站附近暂无图定的大巴车。当铁路线施工或罢工时，SNCF可能会提供途径该线路沿途站点的大巴车，其车票可与同线路车票通用。

### 城市公共交通
韦雷站附近暂无城市公共交通线路。

### 社会车辆
韦雷站门口可停靠少许社会车辆。
此外，韦雷站门口东南侧设有自行车停靠点。

## 临近车站
| 韦雷站（Gare de Verrey）       |                |                    |
| 上行车站                       | 线路           | 下行车站           |
| 特尼塞站 7.2km ←               | 巴黎－马赛铁路 | 下布莱西站 → 9.5km |
| - 本表仅显示运营中的线路及车站 |                |                    |